# Dan Weekes-Hannah
Dan Weekes-Hannah född 22 augusti 1987 i Wellington, är en nyzeeländsk skådespelare. Hans riktiga namn är Aidan, men många tror att han heter Daniel då han alltid har blivit listad som Dan, vilket är hans smeknamn. Han är främst känd för sin medverkan i fjärde säsongen av tv-serien The Tribe där han spelade Ved, lillebror till Jay (James Napier).
Dan Weekes-Hannah har också medverkat i de nyzeeländska filmerna Quench och Forbidden Fruit, som aldrig kommit till Sverige.